# Vinné (Ploskovice)
Vinné je malá vesnice, část obce Ploskovice v okrese Litoměřice. Nachází se asi 3 km na sever od Ploskovic. V roce 2009 zde bylo evidováno 44 adres. V roce 2011 zde trvale žilo 40 obyvatel. Půdorys vesnice má návesní dispozici, ale volný prostor mezi původními pěti až sedmi usedlostmi byl vyplněn chalupnickou a rekreační zástavbou.
Vinné je také název katastrálního území o rozloze 2,52 km². V katastrálním území Vinné leží i Starý Mlýnec.

## Historie
První písemná zmínka o vesnici z roku 1115 se nachází ve falzu zakládací listiny kladrubského kláštera z počátku třináctého století. Další zmínka je až z roku 1404, kdy je uváděn Bušek z Vinné jako svědek na listině bratrů Václava a Záviše Jarpiců. Je pravděpodobné, že mu patřila jen část vesnice a zbývající část stále spravovala církevní vrchnost. Roku 1344 na zdejším panském sídle sídlil Křišťan ze Žernosek. Jeho stejnojmenný syn sídlil v Dobkovičkách, ale roku 1404 koupil Vinné a o pět let později část platu z Vinného prodal litoměřickému klášteru svatého Jakuba. Z roku 1410 pochází první zmínka o zdejším dvoře. Ve vsi však stála také tvrz zmíněná poprvé roku 1413, když Křišťan prodával další část platu Zdeňkovi z Vchynic.
Křišťan ze Žernosek stál během husitských válek na straně Jana Žižky, kterému údajně dělal průvodce po Litoměřicku. Po roce 1423 se již v písemných pramenech neobjevil. Vlastníkem vesnice se stal Křišťanův syn Křišťánek ze Žernosek, který zemřel roku 1456 nebo 1457. Majetek po jeho smrti připadl vdově Žofii. Tvrz ve vsi někdy v té době zanikla a nepodařilo se určit, kde stávala. Další zprávy o vesnici se nedochovaly až do roku 1575, kdy se stala součástí ploskovického panství.

## Obyvatelstvo
|                                                                     | 1869 | 1880 | 1890 | 1900 | 1910 | 1921 | 1930 | 1950 | 1961 | 1970 | 1980 | 1991 | 2001 | 2011 |
| ------------------------------------------------------------------- | ---- | ---- | ---- | ---- | ---- | ---- | ---- | ---- | ---- | ---- | ---- | ---- | ---- | ---- |
| Obyvatelé                                                           | 219  | 192  | 176  | 171  | 179  | 178  | 172  | 75   | 53   | 37   | 28   | 23   | 19   | 40   |
| Domy                                                                | 36   | 38   | 38   | 38   | 38   | 38   | 38   | 25   | .    | 12   | 9    | 11   | 12   | 13   |
| Počet domů z roku 1961 je zahrnut v domech místní části Ploskovice. |      |      |      |      |      |      |      |      |      |      |      |      |      |      |

## Pamětihodnosti
Památkově chráněný dům čp. 1 pochází z počátku devatenáctého století. Skládá se z roubené a hrázděné části. Má sedlovou střechu s chmelovými vikýři. Světnice je obkročena podstávkou. Patro střední a zadní část domu je přístupné po nádvorní pavlači.

## Další fotografie

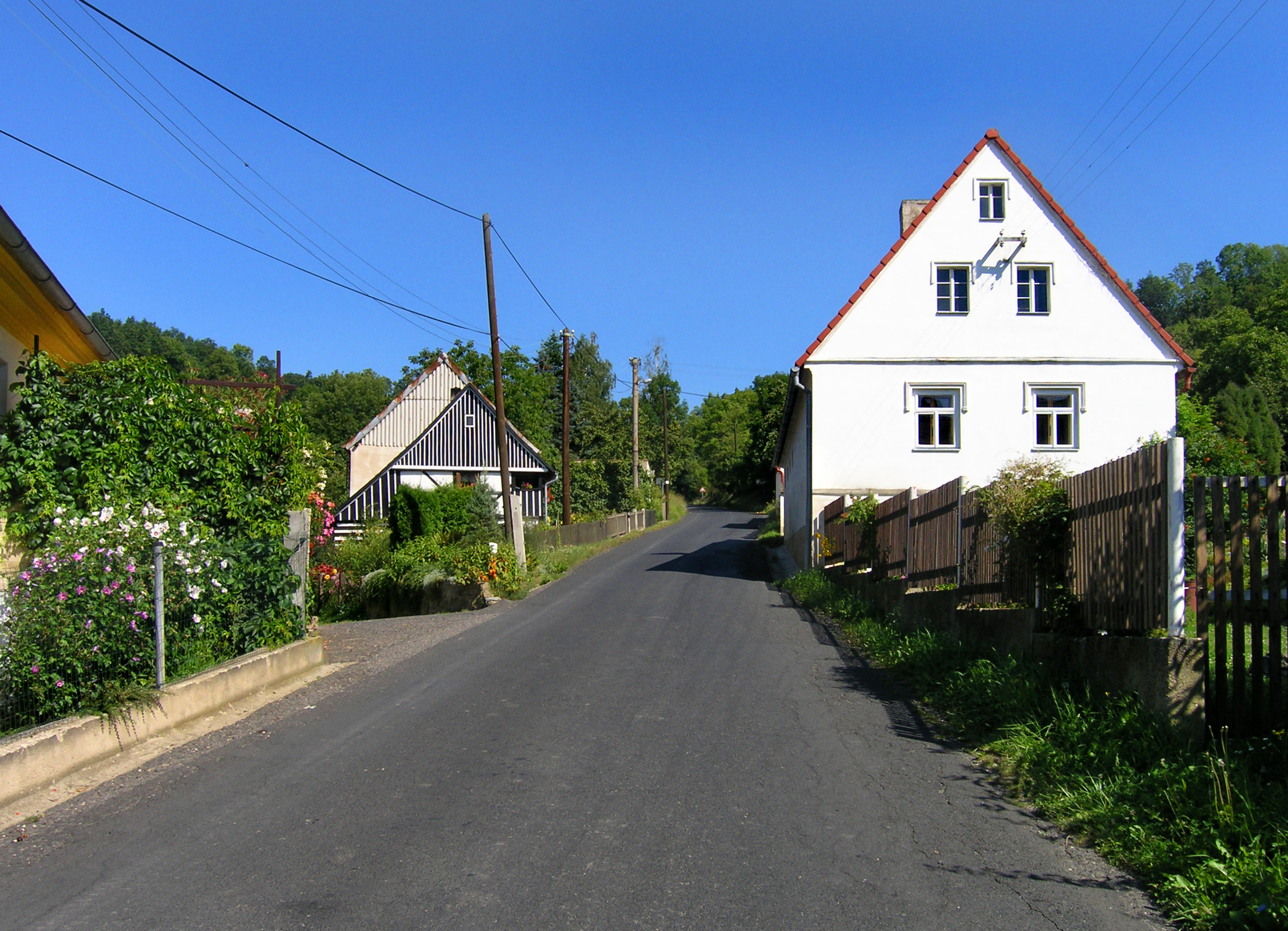
Dům čp. 14
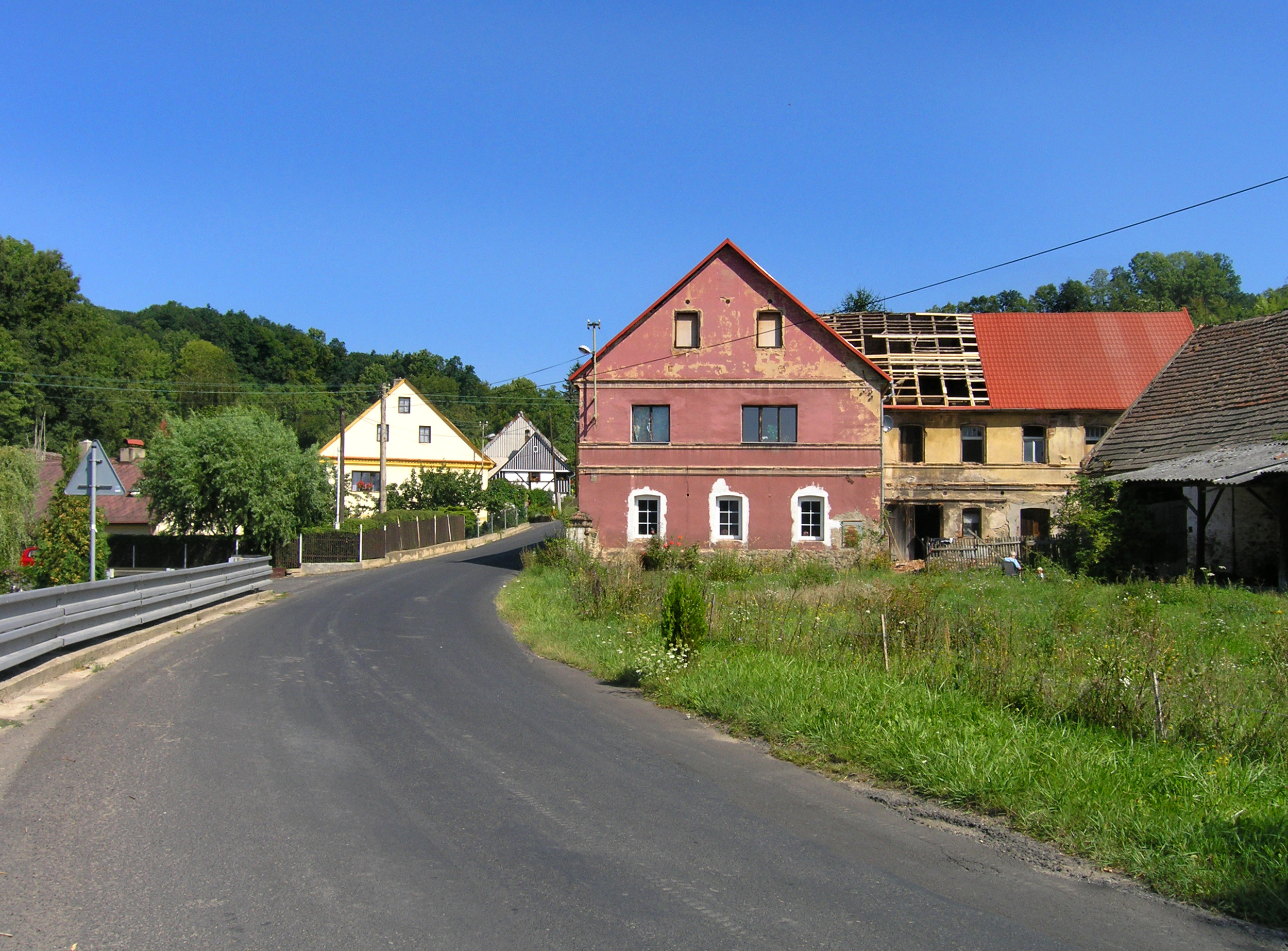
Silnice na sever k Třebušínu
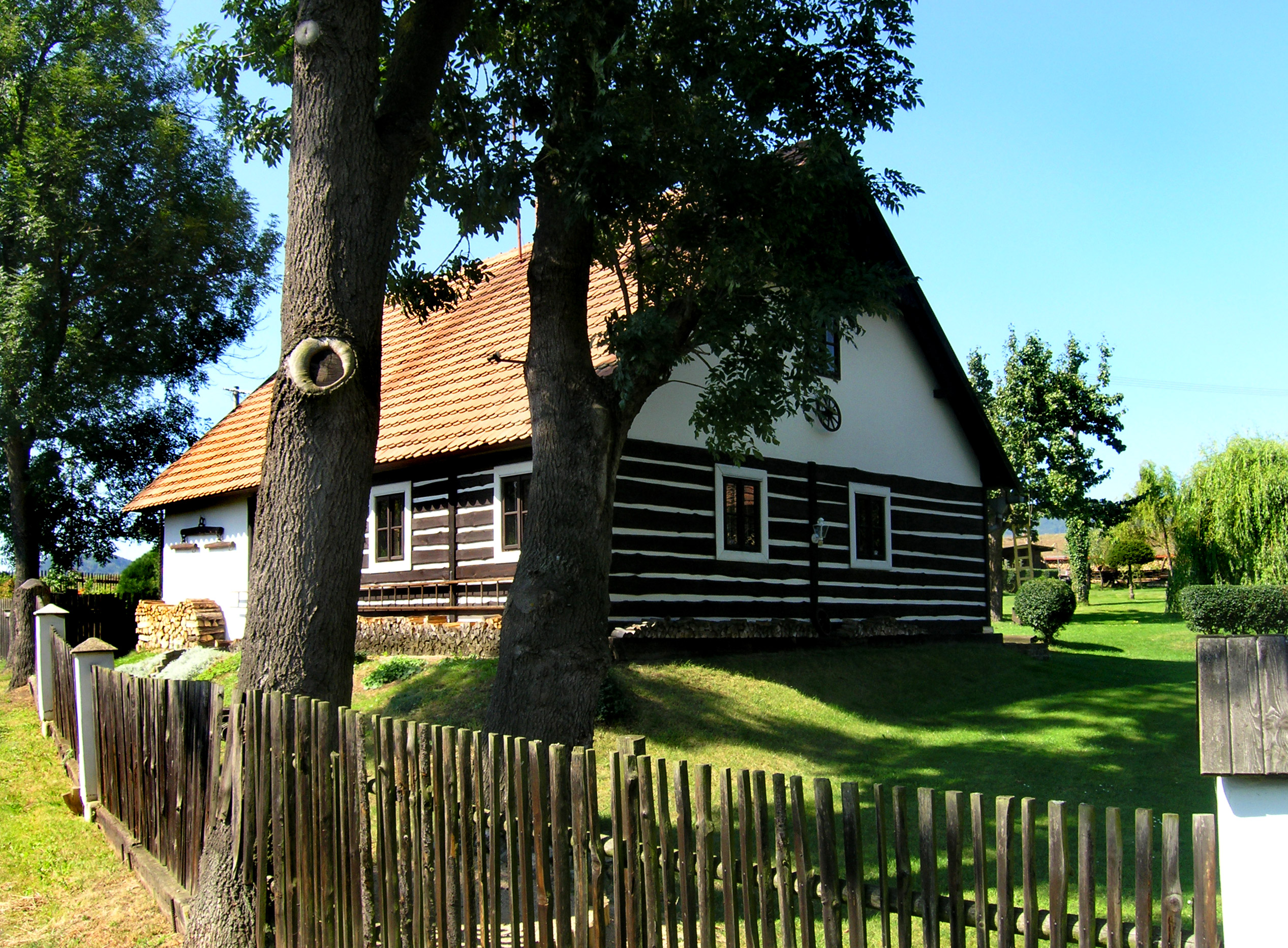
Západní část vesnice